# Gencsy család
A Gencsy család magyar nemesi család volt. Nevét az idők folyamán több változatban írták: Genchy, Gencsy, Gencsi formában is. A család a Szatmár megyei Gencs helységből vette eredetét, mely már 1420–1428-ban a birtokában volt, a Báthori-családdal együtt.
- 1389-ben Genchy Balázst királyi emberként említik a Kőváriak határjárásánál, egy eredeti oklevél szerint.
- 1431-ben éltek a családból Genchy János fia Orbán, Pál fia Mihály, Tamás fia Tamás.
- 1493-ban a Gencsy család tagjai közül Gencsy István és Gencsy Benedék Krakkóban tanul.
- 1510-ben pedig a családból Gencsy Márton tanul szintén Krakkóban, a Bursa Cracovien adatai szerint.
- 1514-ben a Genchi nemesek részt vettek a Dózsa György keresztes hadjáratában, amiért birtokaikat elkobozták, s azokat Báthory András kapta meg.
- 1551-ben Gencsy János társaival részbirtokaira adományt kap.
- 1586-ban Gencsy János Ilosván birtokos.
- 1588-ban Gencsy Vince is hasonló adományt nyert, s ugyancsak 1611-ben Gencsy István is.
- Az 1710-es években Gencsy János a székelyföldi Gyergyószárhegyre telepedett, ahol 1719-ben feleségül vette Benedekffy Katalint, gyermekeik Gencsy Ádám (sz. 1719), Gencsy Péter (sz. 1725), Gencsy László (sz. 1727) és Gencsy József (sz. 1727). Losteiner János gyergyószentmiklósi plébános 1817-es feljegyzése szerint Gencsy János Gyergyószentmiklósról települt Gyergyószárhegyre az 1710-es években.[1]
- A 19. század elején a Szatmár megyei Endréden (ma Románia területére esik) Gencsy Miklós, Ilosván pedig Gencsy József és Gencsy Sándor volt birtokos.
- A 19. század közepén a családból Gencsy Zsigmondnak Balkányban volt birtoka.
- A Gencsy családból való volt Gencsy Sámuel is, aki a Gömör vármegye-i eredetű Losonczy családbeli Losonczy Borát vette nőül.
- A Gencsy család Borsod megyében is birtokos volt, ahol a család tagjai közül Gencsy László 1839-ben főszolgabíró, 1848-ban második alispán volt.

## Gencsy Zsigmond
[forrás?]A Gencsy család jelentős tagja volt Gencsy Zsigmond Rákóczi "mezei hadainak egyik ezeredes főkapitánya", élete összefonódik a szabadságharccal, és adalékul szolgál a Rákóczi kor történetéhez.Hazafiságát, szabadságszeretetét, a fejedelemhez való hűséges ragaszkodását vérének ontásával, életének feláldozásával pecsételte meg.
Gencsy Zsigmond "korán a felkeléshez csatlakozott s egy mezei nemes lovasezred parancsnokságát bízta rá a fejedelem." – írja 1913-ban Nagymáté Albert.
Az összeírás szerint: "Gencsy Zsigmond nemes mezei lovasezrede 7 compania, 75 ember." (Borovszky)
Életének eseményeit 1703-tól 1706-ig, haláláig követhetjük azokból a levelekből, melyeket feleségének Balási Katának írt Mihályfalvára. Ezek közül a legértékesebb a Kecskemétről 1704 július 23-án keltezett levele, melyben a Szentgotthardnál lezajlott ütközetről számol be. Ez az ütközet a császári sereg csúfos vereségével végződött.
1706 márciusábam Nagy Almásról ír: "A németnek rettenetes nagy készületi vagyon, merre megyen Isten tudja... SOHA ERDÉLYORSZÁGNAK KÍNJA OLYAN NEM VOLT, MINT MOST VAGYON" – írja.
Rákóczi fejedelem Gencsy hűségét elismerte, jutalmazta. "Adománylevél, kelt Gyöngyös városában 1704 augusztus 28-án. A fejedelem Gencsy Zsigmond ezeredes főkapitánynak "a nemzet igaz ügyéhez való szeretetit s egyszersmind annak előmozdításában és pártfogásában az üdőkhöz és alkalmatossághoz képest megmutatott minden készségeiért és véghez vitt dolgaiért a biharmegyei Mihályfalva falubeli fiscalis portiót adományozza."
Halálának körülményeeiről Szalay László így ír: "1706 július 28-án Magyar Egres és Karika között ütött tábort (az ellenség), honnan egy kuruc csapat elszélesztése után ezeredes kapitány Gencsy Zsigmond is elhullott."
Thaly Kálmán szerint a haláleset így történt: "Gencsy az erdélyi szélekről a Szolnok felé szekérvártól fedetten nyomuló Rabutint megtámadta, hegyes tőrét egy ponyvás társzekérbe döfte. A szekérben vasasnémetek voltak, s puskalövésekkel viszonozván a kurucok támadását, Gencsyt keresztüllőtték, a ki is elesett".
Károlyi Sándor generális ezt írja az özvegynek : "hazájáért, nemzetéért, özvegyekért és árvákért tevén le életét vitézi módon, örök becsületire fordulván, annak jó emlékezeti vigasztalhatja kegyelmedet..."

## Címere
A vért kék udvarában kiterjesztett szárnyakkal egyfejű sas. A vért fölötti sisak koronáján pánczélos kar könyököl, kivont kardja hegyén vérző törökfejet mutatva. A vértet foszladék veszi körül.

## Kastélyaik
- Balkány
- Bonyhád

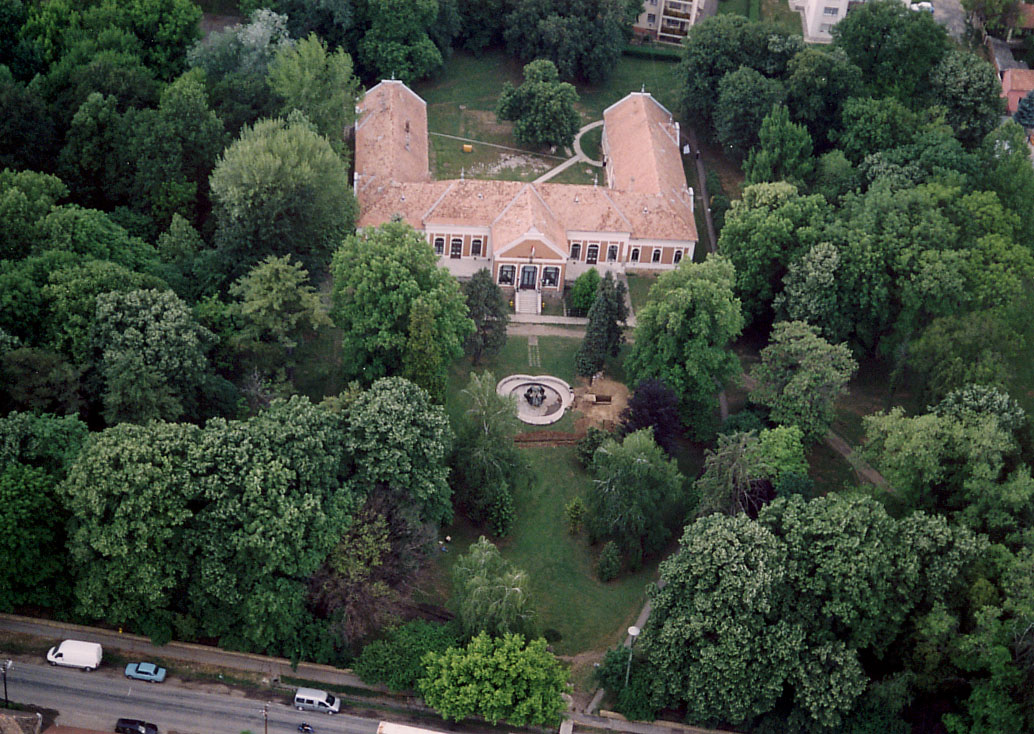
a bonyhádi kastély
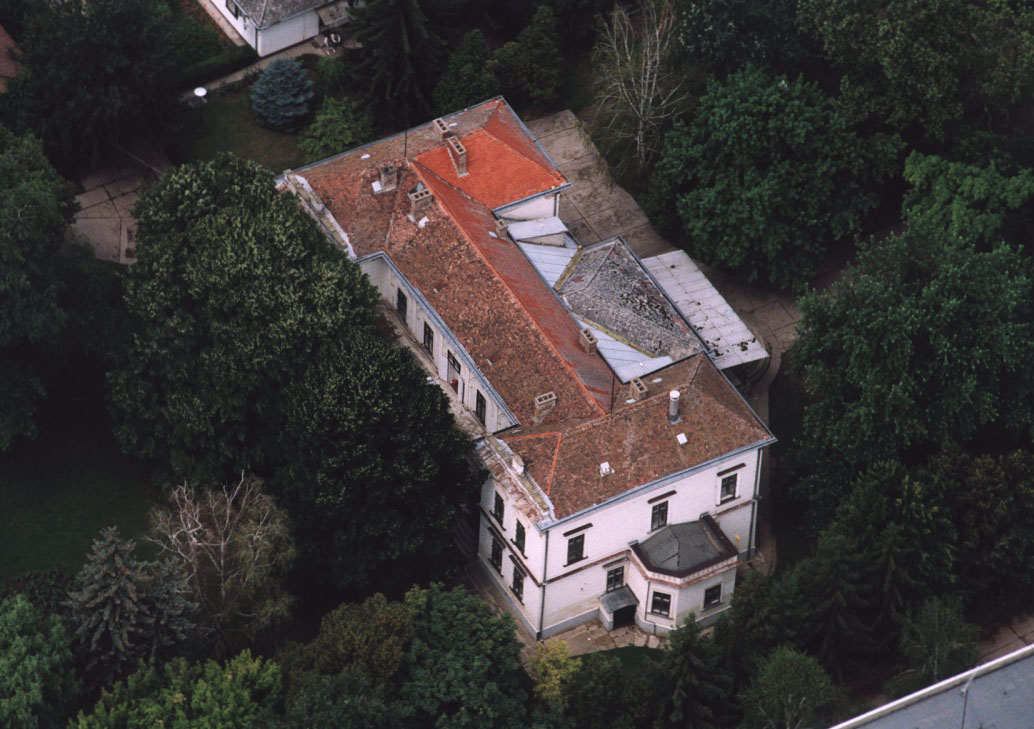
a balkányi kastély

## Külső hivatkozások
- Balkány hivatalos honlapja